# Euripus nyctelius
Euripus nyctelius is een vlinder uit de familie van de Nymphalidae. De wetenschappelijke naam van de soort is voor het eerst geldig gepubliceerd in 1845 door Edward Doubleday.

## Synoniemen
- Euripus halitherses Doubleday, 1848